# 山本敏雄
山本 敏雄（やまもと としお）は日本の実業家。初の生え抜き社長として、第10代京王百貨店代表取締役社長や、同社代表取締役会長を務めた。

## 人物・経歴
東京都出身。成城大学経済学部卒業後、1970年京王百貨店入社。取締役や、常務取締役を経て、2000年6月から専務取締役。2008年6月24日から初の生え抜き社長として第10代代表取締役社長を務め、基幹店である新宿店改装の着手などにあたった。2011年6月23日に代表取締役会長。2012年6月22日に取締役会長。